# アジピオドン
アジピオドン（INN、英語: adipiodone）または、ヨージパミド（英語: iodipamide）は、X線撮影で放射線造影剤として使われる医薬品である。商品名は、 Cholografin または Biligrafin。1950年代に導入された。